# Severská kombinace na Zimních olympijských hrách 2006
Severská kombinace na olympiádě v Turíně se konala od 11. do 21. února na trati Pragelato Plan.

## Přehled medailí
| Pořadí | Země           | Zlato | Stříbro | Bronz | Celkově |
| ------ | -------------- | ----- | ------- | ----- | ------- |
| 1.     | Rakousko (AUT) | 2     | 1       | 0     | 3       |
| 2.     | Německo (GER)  | 1     | 1       | 1     | 3       |
| 3.     | Norsko (NOR)   | 0     | 1       | 1     | 2       |
| 4.     | Finsko (FIN)   | 0     | 0       | 1     | 1       |
|        | Celkem         | 3     | 3       | 3     | 9       |

## Medailisté

### Muži
| Disciplína              | Zlato                                                                         | Výkon   | Stříbro                                                                    | Výkon   | Bronz                                                                     | Výkon   |
| ----------------------- | ----------------------------------------------------------------------------- | ------- | -------------------------------------------------------------------------- | ------- | ------------------------------------------------------------------------- | ------- |
| Sprint (K120/7,5 km)    | Felix Gottwald · Rakousko (AUT)                                               | 18:29.0 | Magnus Moan · Norsko (NOR)                                                 | 18:34.4 | Georg Hettich · Německo (GER)                                             | 18:38.6 |
| Jednotlivci (K95/15 km) | Georg Hettich · Německo (GER)                                                 | 39:44.6 | Felix Gottwald · Rakousko (AUT)                                            | 39:54.4 | Magnus Moan · Norsko (NOR)                                                | 40:00.8 |
| Družstva (K95/4x5 km)   | Rakousko · Michael Gruber · Christoph Bieler · Felix Gottwald · Mario Stecher | 49:52.6 | Německo · Björn Kircheisen · Georg Hettich · Ronny Ackermann · Jens Gaiser | 50:07.9 | Finsko · Antti Kuisma · Anssi Koivuranta · Jaakko Tallus · Hannu Manninen | 50:19.4 |